# José Staneck
José Luiz Barroso Staneck (São Paulo, 24 de janeiro de 1962) é um gaitista brasileiro, um dos mais conceituados instrumentistas de gaita, com um estilo que mescla elementos da MPB, do jazz, e tanto da música de concerto.
Já atuou como solista em orquestras nacionais e internacionais.